# Bertalan Hajtós
Bertalan Hajtós (ur. 28 września 1965 w Miszkolcu) – węgierski judoka.
Na Igrzyskach Olimpijskich w Barcelonie w 1992 zdobył srebrny medal w wadze lekkiej przegrywając w walce finałowej z Japończykiem Toshihiko Kogą. Brał udział także w dwóch innych turniejach olimpijskich (Seul 1988 i Atlanta 1996). W 1993 w Hamilton został wicemistrzem świata. Piąty w 1989 i 1991; uczestnik zawodów w 1985, 1987, 1995, 1997, 1999. Ma w swoim dorobku również sześć medali mistrzostw Europy: dwa złote (1986, 1998), dwa srebrne (1985, 1989) i dwa brązowe (1990, 1994). Do jego osiągnięć należy również brązowy medal Igrzysk Dobrej Woli (Seattle 1990). Startował w Pucharze Świata w latach 1991–1993 i 1995–2000. Trzykrotnie był mistrzem Węgier (1984, 1989, 1990).